# NGC 1642
NGC 1642 è una galassia a spirale situata nella costellazione del Toro, a una distanza di circa 220 milioni di anni luce dalla nostra Via Lattea.

## Scoperta
La galassia è stata scoperta il 29 dicembre 1861 dall'astronomo tedesco Heinrich d'Arrest.

## Descrizione
NGC 1642 ha una classe di luminosità III e presenta una larga riga a 21 cm dell'idrogeno neutro.

## Gruppo di NGC 1762
NGC 1642 fa parte del Gruppo di NGC 1762, un raggruppamento che comprende almeno 27 galassie, tra cui IC 392, NGC 1590, NGC 1633, NGC 1691, NGC 1713, NGC 1719 e NGC 1762.